# Prothysana felderi
La oruga pelusa de alfombra (Prothysana felderi), conocida también como oruga terciopelo es una especie de  polilla de la familia Bombycidae. Se encuentra en México, al sur de Panamá y en Sudamérica, por lo menos en Ecuador.

## Características
Las orugas de esta especie varían en color a través de su área de distribución. Varían entre rojo, beige y otros. Algunos especímenes presentan el color de fondo oliváseo con setas rojas en los segmentos toráxicos y anales, mientras que otros son rojos con pelos blancos o negros a lo largo de la parte posterior.

## Plantas hospederas
Se las ha encontrado en las siguientes plantas: Philodendron, Heliconia, Welfia georgii, Chamaedora tepejilote,  Piptocarpha poeppigiana, Pentaclethra macroloba, Stigmaphyllon lindinianum, Piper colonense, Piper hispidum, Piper auretum, Piper peltata, Neea psychotroides, Lycianthes synanthera, Heliocarpus appendiculatus, Miriocarpa longipes y Aegifila falcata.